# Arrest Pretty/Verenigd Koninkrijk
Het arrest Pretty/Verenigd Koninkrijk (EHRM 29-04-2002) is een arrest dat in 2002 gewezen is door het Europees Hof voor de Rechten van de Mens.

## Casus
Een 43 jaar oude vrouw die lijdt aan amyotrofe laterale sclerose vraagt van de Director of Public Prosecutions een garantie dat haar man niet vervolgd zal worden wanneer hij haar helpt om een einde aan haar leven te maken. Een dergelijke toezegging wordt geweigerd. Zelfmoord als zodanig is in het Verenigd Koninkrijk niet strafbaar, maar hulp bij zelfdoding wel.

## Procesgang
De vrouw wendt zich tot het Europees Hof voor de Rechten van de Mens. Zij stelt dat de beslissing van de Director of Public Prosecutions een schending inhoudt van de artikelen 2, 3, 8, 9 en 14 van het Europees Verdrag voor de Rechten van de Mens.

## Europees Hof voor de Rechten van de Mens
Met betrekking tot artikel 2 (verbod op doden) stelt het Hof dat hieraan niet een recht om te sterven ontleend kan worden. Een beroep op het folterverbod van artikel 3 faalt eveneens. Volgens de vrouw dwingt het Verenigd Koninkrijk haar tot een onmenselijk lijden, door haar man niet bij voorbaat te ontslaan van rechtsvervolging. Hoewel het Hof begrip heeft voor de moeilijke situatie van de vrouw, stelt het dat haar interpretatie van artikel 3 zou inhouden dat de staat niet alleen de verplichting zou hebben zichzelf en haar onderdanen van foltering te onthouden, maar ook een plicht om mensen te doden zou behelzen. Zulk een uitbreiding van de betekenis van artikel 3 is volgens het Hof niet passend. Ook beroept mevrouw zich op artikel 8 (het recht op gezinsleven). Lid 2 van artikel 8 stelt evenwel dat dit grondrecht bij wet beperkt kan worden. In dit geval heeft de Engelse overheid het recht dat te doen ten aanzien van het verbod om te doden. Evenmin acht het Europees Hof voor de Rechten van de Mens het optreden van de Director of Public Prosecutions in strijd met de vrijheid van godsdienst (artikel 9) of het discriminatieverbod (artikel 14). Het Hof stelt unaniem vast dat het Verenigd Koninkrijk de artikelen 2, 3, 8, 9 en 14 EVRM niet geschonden heeft.

## Belang
Het belang van de uitspraak is dat aan het EVRM niet zonder meer een recht op hulp bij zelfdoding ontleend kan worden.